# Hans-Dietrich Genscher
Hans-Dietrich Genscher (21. března 1927 Reideburg – 31. března 2016) byl německý politik za stranu FDP. V letech 1974–1992 (s dvoutýdenní pauzou v roce 1982) byl ministrem zahraničí a vicekancléřem Německa, v těchto funkcích byl historicky nejdéle. Byl ministrem vnitra v době aféry Güntera Guillauma. V roce 1991 byl předsedou OBSE, jeho nástupcem v této funkci byl Jiří Dienstbier.

## Biografie
Po krátkém americkém zajetí (do Wehrmachtu nastoupil jako dobrovolník v lednu 1945) složil roku 1946 maturitní zkoušku, posléze onemocněl tuberkulózou. Na univerzitě v Halle studoval právo.
V letech 1958–1966 byl ženatý s Luise Schweitzer, s níž má dceru. Zemřel v březnu roku 2016 na selhání srdce.
Od svých sedmnácti let člen NSDAP, po válce člen východoněmecké LDP. V Lipsku, kde studoval, zakládal FDJ. Do západoněmecké FDP vstoupil záhy poté co v srpnu 1952 emigroval přes západní Berlín z východní zóny.

## Význam
30. září 1989 Hans-Dietrich Genscher z balkonu pražského velvyslanectví NSR v Lobkovickém paláci oznámil uprchlíkům – desetitisícům občanů tehdejší Německé demokratické republiky, kteří se rozhodli na západoněmecké ambasádě žádat o azyl a povolení odcestovat do NSR, že jim bude umožněno vycestovat na svobodu.

## Vyznamenání

### Německá vyznamenání
- velký záslužný kříž Záslužného řádu Spolkové republiky Německo – 1973[9]
- velký záslužný kříž s hvězdou Záslužného řádu Spolkové republiky Německo – 1975
- Řád za zásluhy Severního Porýní-Vestfálska – Severní Porýní-Vestfálsko, 2007
- Řád za zásluhy Saska-Anhaltska – Sasko-Anhaltsko, 11. září 2010[10]

### Zahraniční vyznamenání
- rytíř velkokříže Řádu Isabely Katolické – Španělsko, 1977
- velkokříž Řádu Kristova – Portugalsko, 19. května 1978[11]
- velká čestná dekorace ve zlatě na stuze Čestného odznaku Za zásluhy o Rakouskou republiku – Rakousko, 1979[12]
- rytíř velkokříže Řádu zásluh o Italskou republiku – Itálie, 18. září 1979[13]
- velkokříž Řádu svatého Jakuba od meče – Portugalsko, 23. prosince 1980[11]
- rytíř velkokříže Řádu Karla III. – Španělsko, 28. září 1981[14]
- velkokříž Řádu prince Jindřicha – Portugalsko, 12. prosince 1984[11]
- velkokříž Řádu čestné legie – Francie, 1986
- velkokříž Řádu za zásluhy – Portugalsko, 31. října 1987[11]
- velkokříž Záslužného řádu Maďarské republiky – Maďarsko, 1992
- velkokříž Řádu za zásluhy Polské republiky – Polsko, 1992
- Řád knížete Trpimira – Chorvatsko, 15. ledna 1996 – udělil prezident Franjo Tuđman za zvláštní zásluhy při rozvoji přátelských vztahů mezi Chorvatskem a Německem, za to že jako ministr zahraničních věcí významně přispěl k mezinárodnímu uznání Chorvatska díky své angažovanosti a politické činnosti, čímž pomohl dosáhnout jeho nezávislosti[15]
- Řád kříže země Panny Marie I. třídy – Estonsko, 18. února 1997[16]
- velkokříž Řádu litevského velkoknížete Gediminase – Litva, 2. září 1998[17]
- velkodůstojník Řádu tří hvězd – Lotyšsko, 17. října 1997 – udělil prezident Guntis Ulmanis[18]
- Řád knížete Jaroslava Moudrého II. třídy – Ukrajina, 2001
- Řád bílého dvojkříže II. třídy – Slovensko, 8. ledna 2013 – udělil prezident Ivan Gašparovič[19]

### Ostatní ocenění
- Cena kněžny asturské – 1990
- čestný občan Halle – 1991
- čestný občan Berlína – 1993[20]

## Fotogalerie

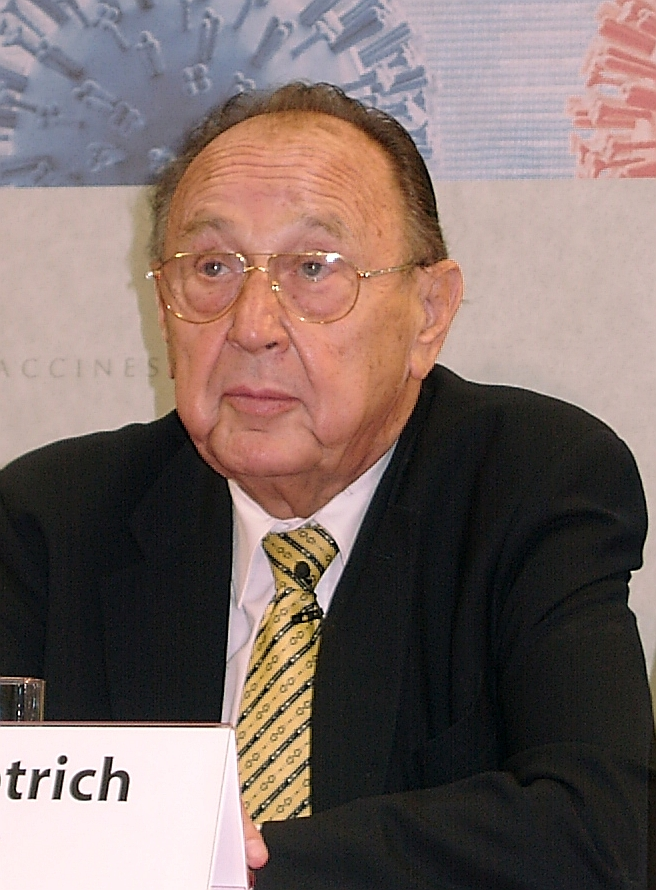
Hans-Dietrich Genscher (1)
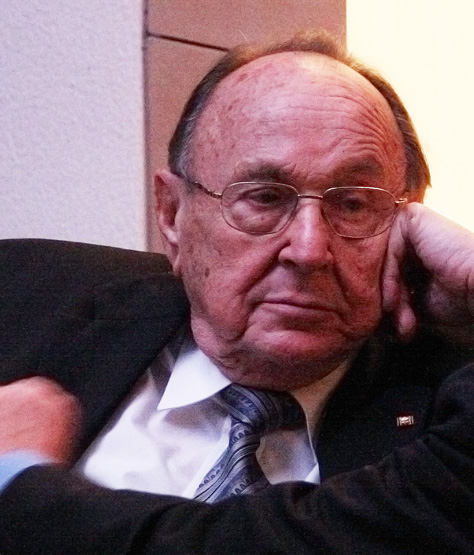
Hans-Dietrich Genscher (2)
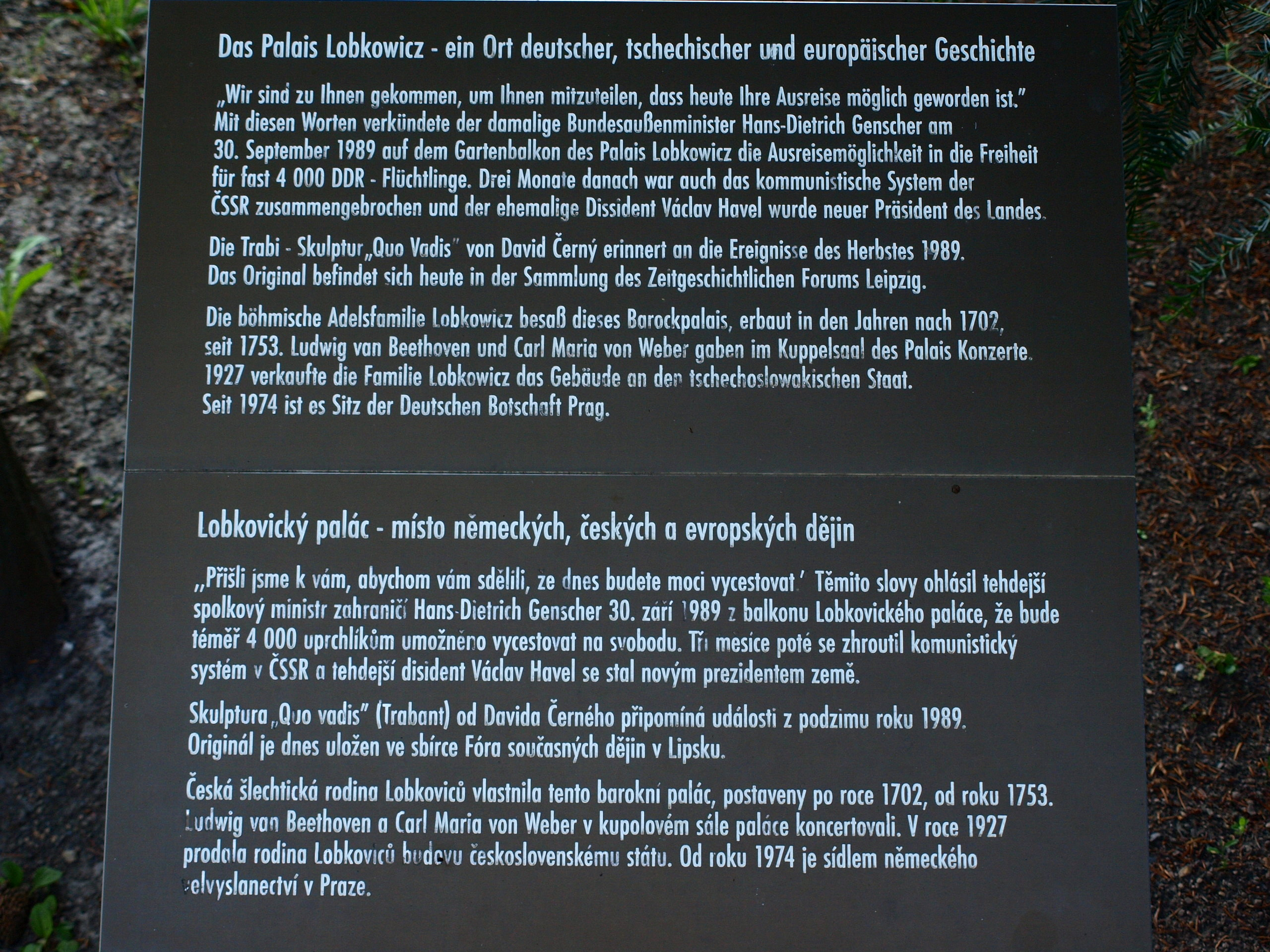
Tabulka s památnou větou spolkového ministra zahraničí Hanse-Dietricha Genschera z roku 1989
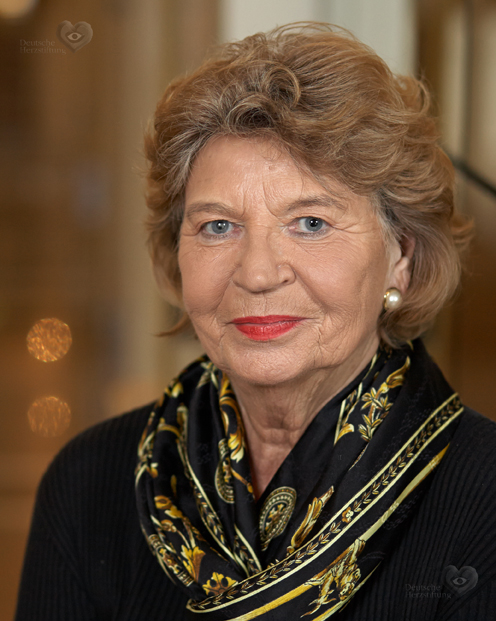
Barbara Genscher, manželka Hanse-Dietricha Genschera

### Dílo
- Zündfunke aus Prag. Wie 1989 der Mut zur Freiheit die Geschichte veränderte, s Karel Vodička. dtv, München 2014, ISBN 978-3-423-28047-1.